# Миланко Михајлица
Миланко Михајлица (Босански Нови, СФРЈ, 13. новембар 1967) српски је политичар и народни посланик у Народној скупштини Републике Српске.

## Биографија
Рођен је и живи у Новом Граду и члан је Партије демократског прогреса од 2019. године када је распуштена Српска радикална странка Републике Српске чији је члан био од 1992. године. Основну школу до 1978. године је похађао у селу Кршље, а завршио ју је у Доњим Агићима, средњу школу у Новом Граду, а студије политикологије на Факултету политичких знаности у Загребу.